# Siemens ULF
Siemens ULF (Ultra Low Floor) är en typ av låggolvsspårvagn med mycket lågt insteg.
ULF (Ultra Low Floor) från Siemens Mobility introducerades först i Wiener Linien GmbH & Co KG i Österrike. Spårvagnens golv ligger endast 19,7 centimeter över gatan, vilket innebär det lägsta insteget för någon spårvagnsmodell.
År 2017 var omkring 330 av Wiens omkring 400 spårvagnar av denna modell. Den längre versionen har åtta motorer på vardera 36 kW.
Oradea i Rumänien köpte 2008–2009 tio exemplar av den kortare 24 metersversionen med  fem segment.

## Fotogalleri

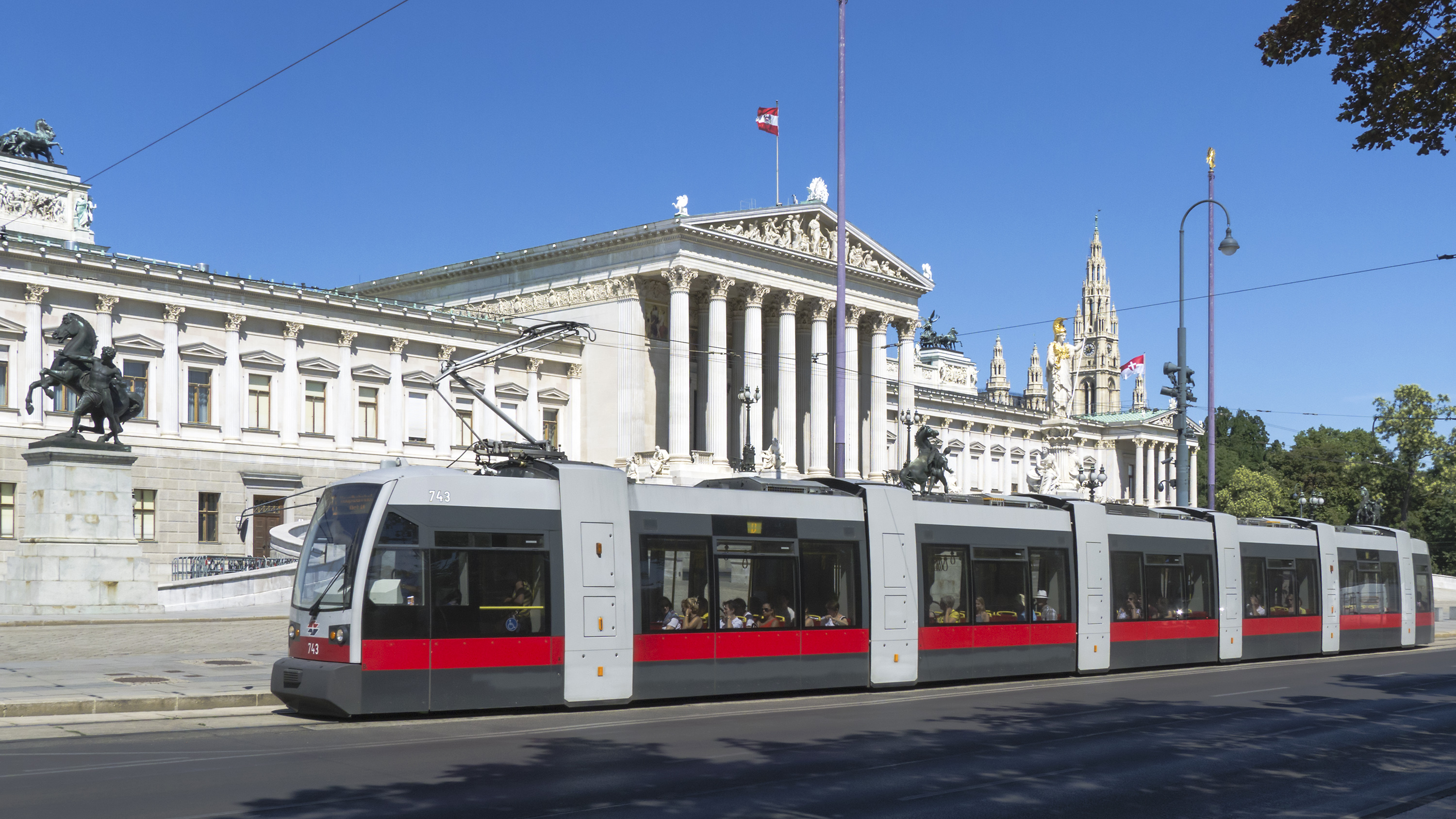
Typ B framför parlamentsbyggnaden i Wien
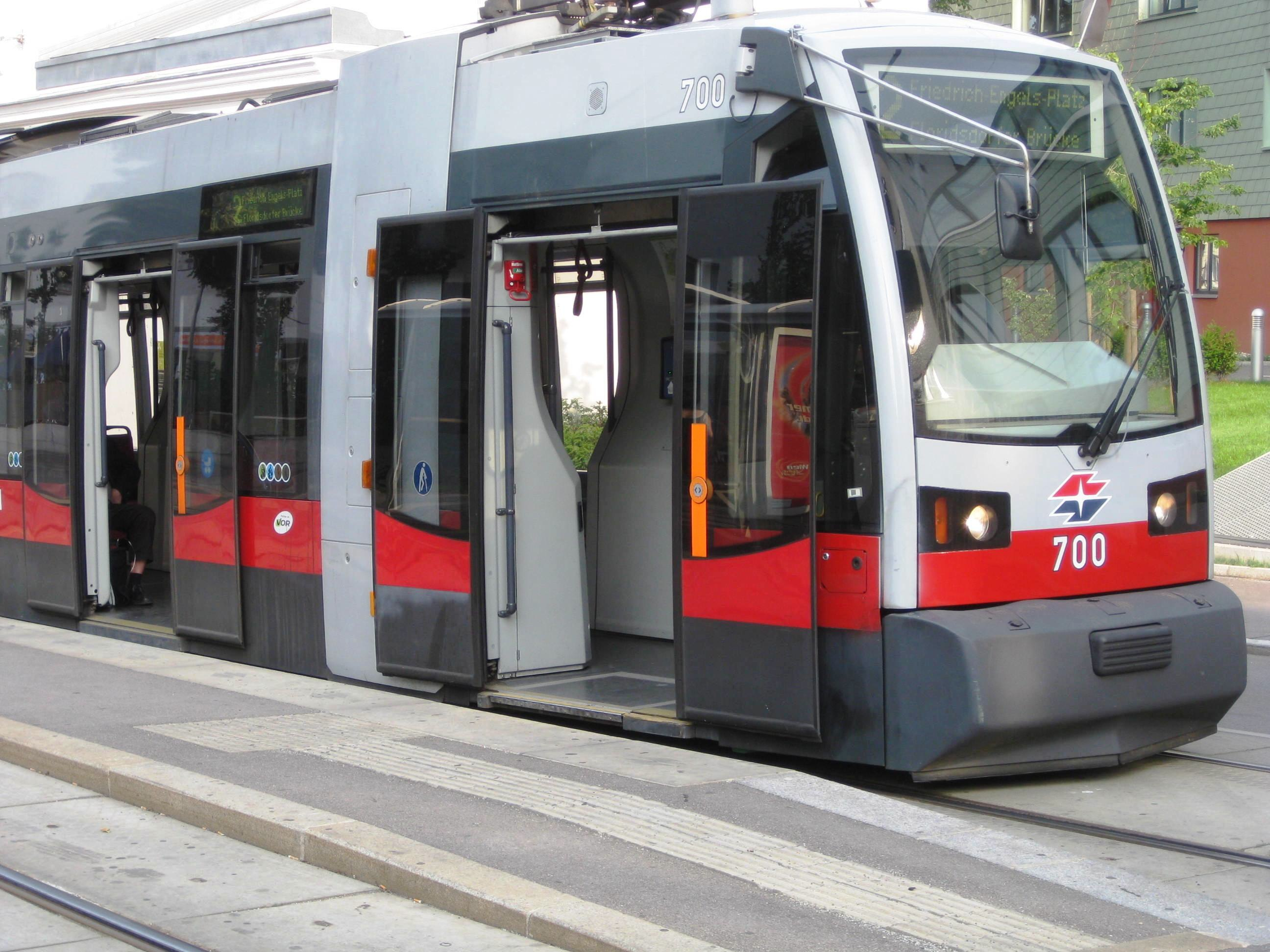
Insteg från hållplats
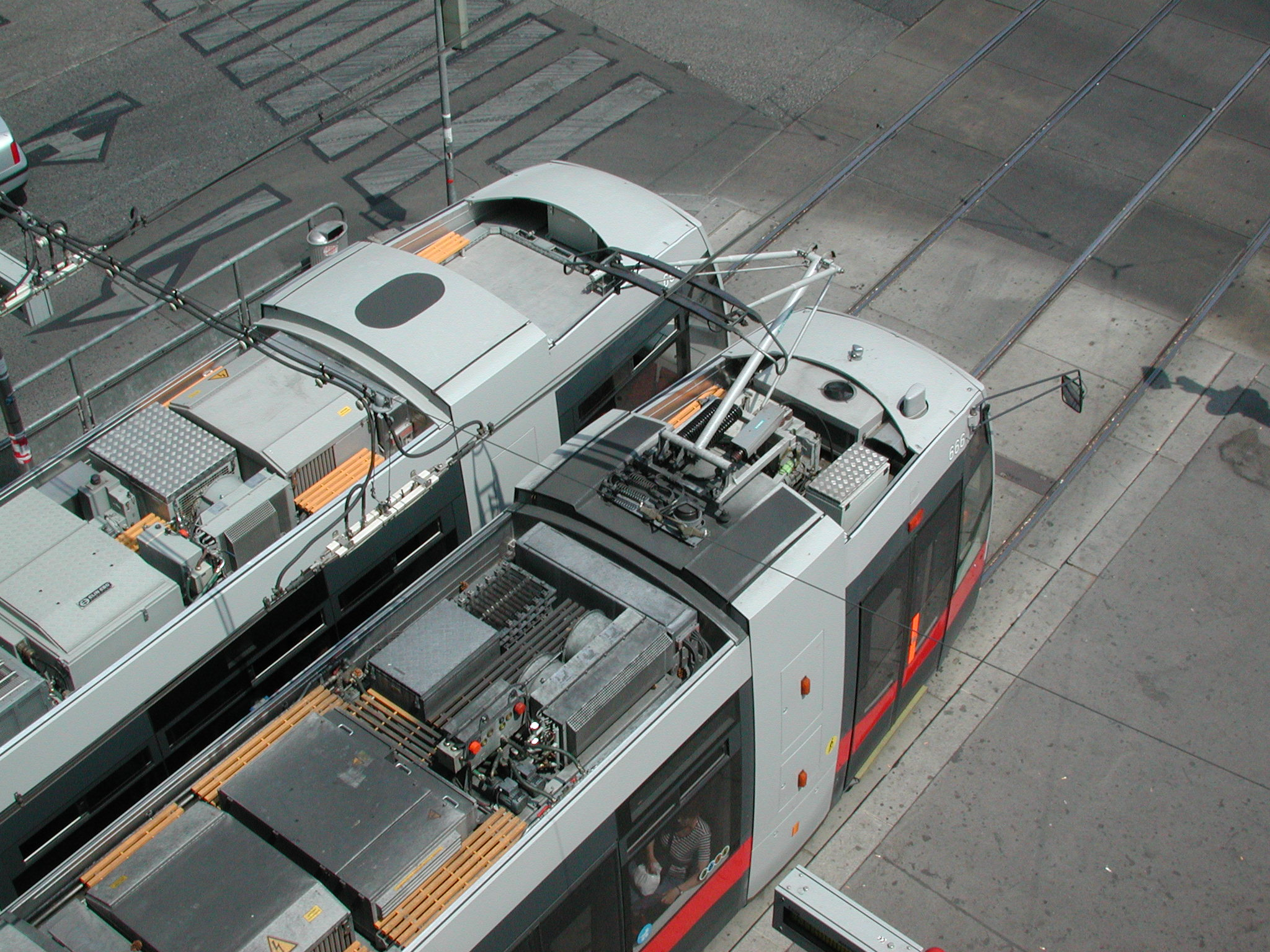
Takmonterad elektronik och utrustning
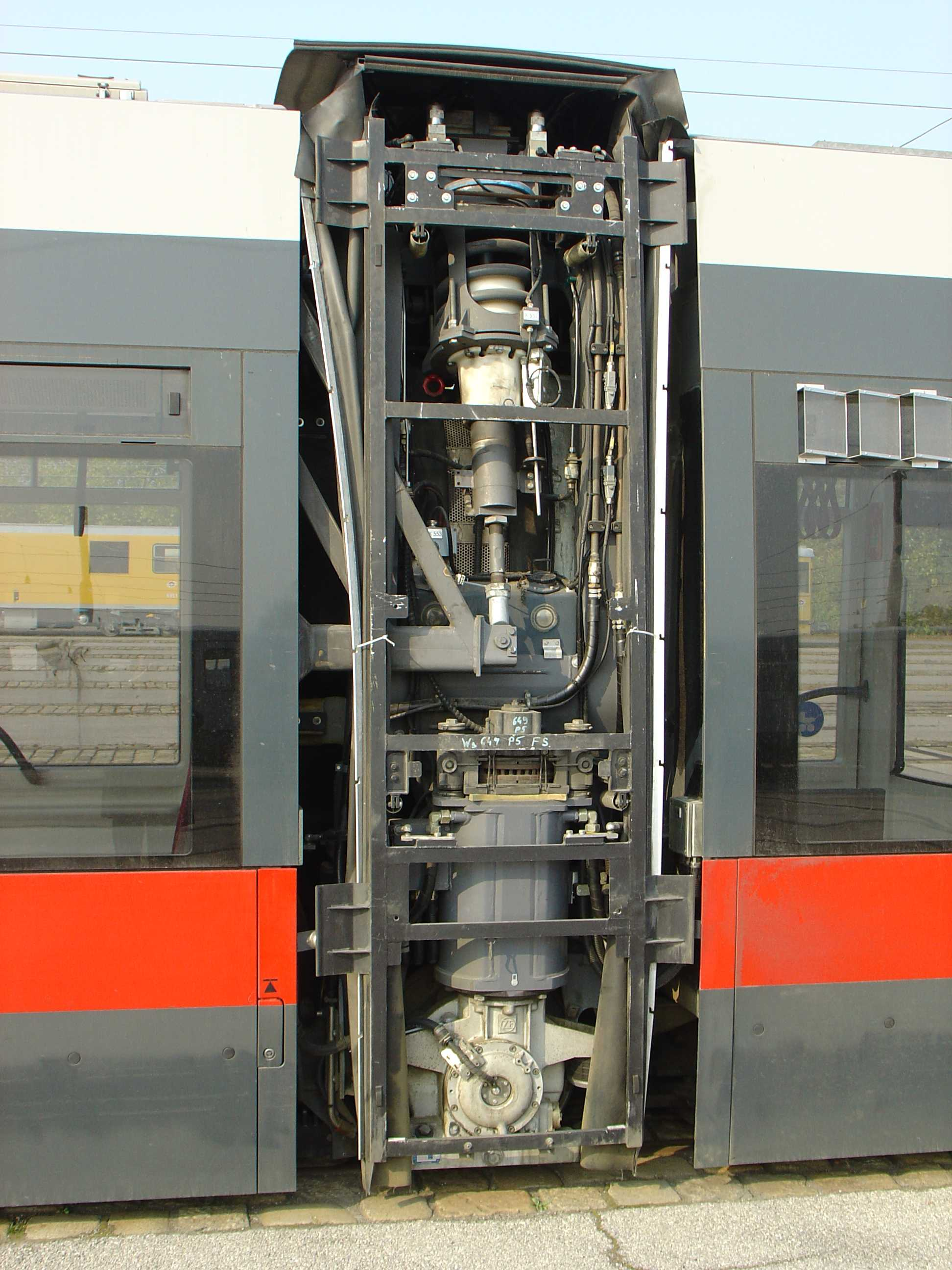
Motorarrangemang
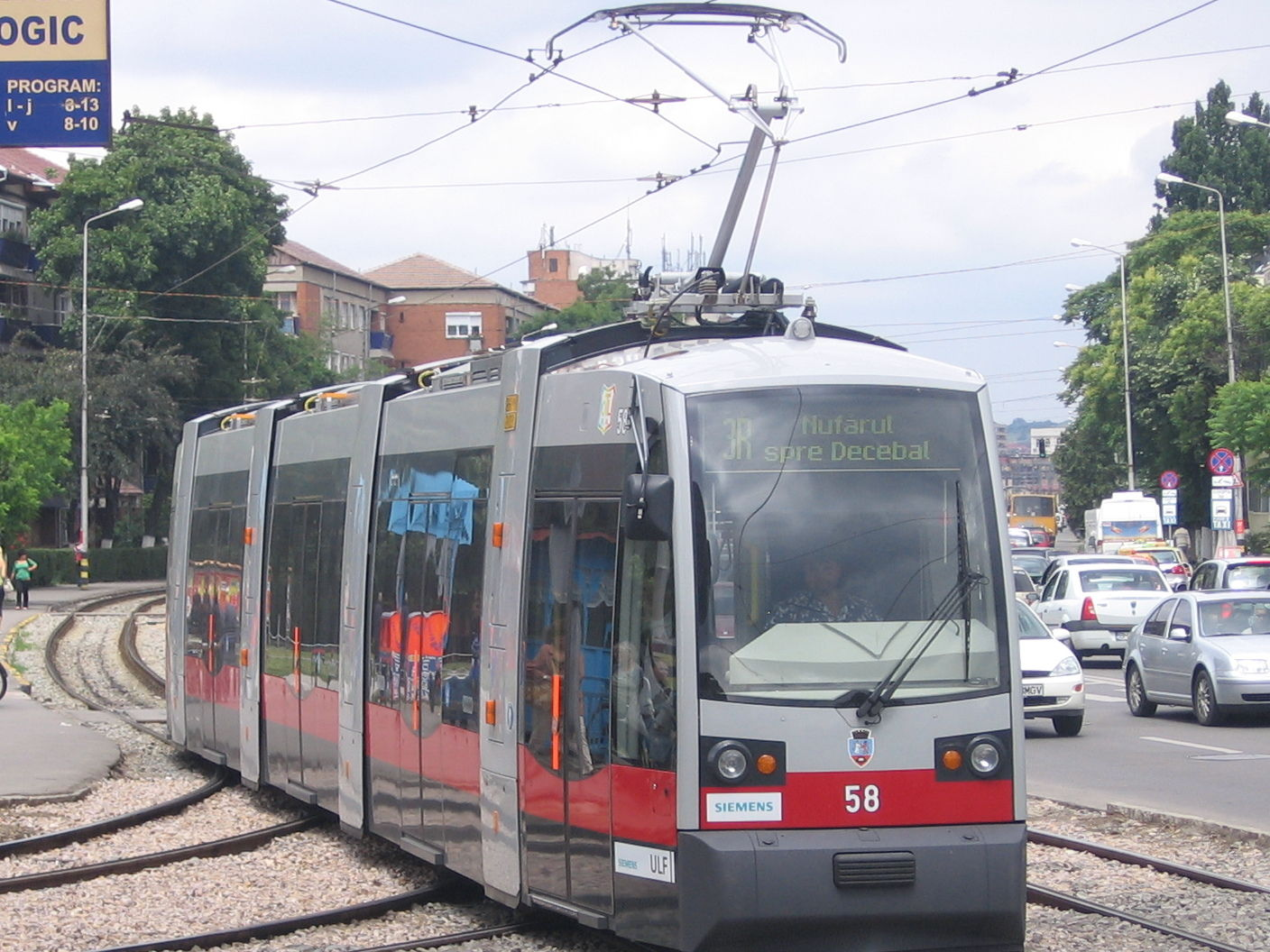
Typ A1 i Oradea i Rumänien 2009
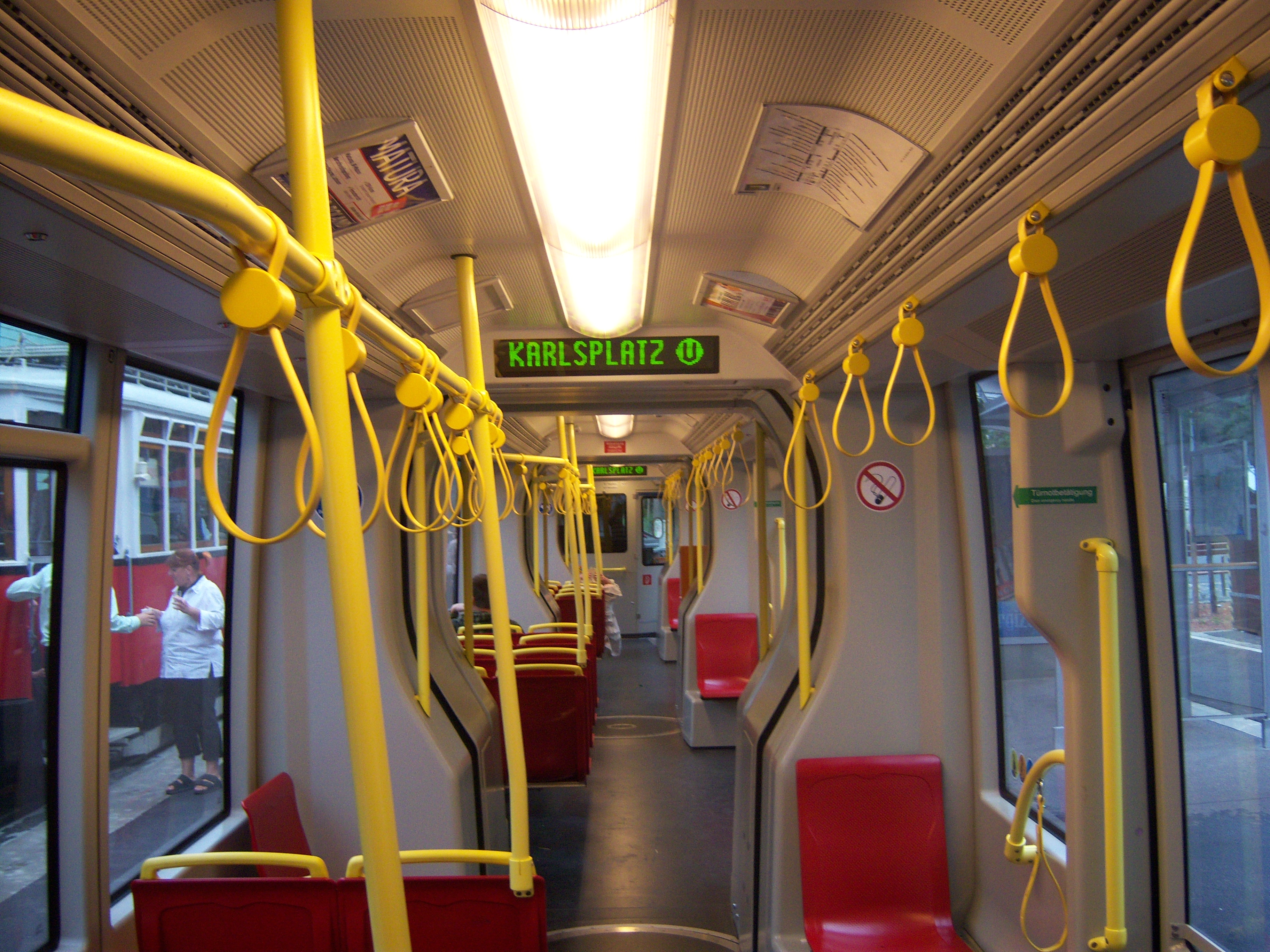
Interiör